# Местни избори в България (2007)
Местните избори в България през 2007 година се регламентират от Закона за местните избори, приет от Народното събрание на 13 юли 1995 г. (с промените). Гражданите на републиката упражняват правото си на глас в изборите за общински съветници и за кметове на общини, райони и кметства. За първи път избирателите в общините на 3-те най-големи града – Столичната община (София), община Пловдив, община Варна, могат мажоритарно да изберат кмет на своя район. Предишните общи избори за местни органи на властта в страната са проведени през 2003 г.
Първият тур на местните избори в България през 2007 г. се провежда на 28 октомври. На него са избрани общинските съветници (за формиране на общинските съвети) и над 100 кмета. Останалите кметове, съгласно чл. 101, ал. 3 от закона, ще бъдат избрани чрез балотаж на втория тур на местните избори „в срок до 7 дни от датата на произвеждането на първия тур в неработен ден“.
По-долу следват най-важните кандидати и резултати от изборите в общините на най-големите градове в България.

## Столична община(София)

### Избори за кмет
- Антония Първанова – НДСВ, 2,55%
- Печели Бойко Борисов – ГЕРБ, 53,43%
- Бриго Аспарухов – БСП, 15,48%
- Мартин Заимов – „Алианс за София“ (ДСБ и СДС), 17,77%
- Слави Бинев – „Атака“, 4,02%
- Тити Папазов – Демократическа партия, 1,73%
- Юлияна Дончева – Новото време, 1,24%

### Избори за общински съвет
- Състав: 61 съветници
- ГЕРБ, 46,38%, 33 места
- БСП, 16,47%, 12 места
- „Алианс за София“ (ДСБ и СДС), 15,67%, 11 места
- „Атака“, 4,78%, 3 места
- НДСВ, 2,19%, 2 места

## Община Пловдив

### Избори за кмет
- Венцислав Каймаканов – независим, 5,97%
- Захари Георгиев – „Коалиция за Пловдив“ (БСП и др.), 18,62%
- Петя Раева – ДПС, 4,32%
- Печели Славчо Атанасов – Коалиция „ГЕРБ – ВМРО-БНД“, 53,65%
- Тодор Христев – „Атака“, 6,30%

### Избори за общински съвет
- Състав: 51 съветници
- ГЕРБ, 20,53%, 13 места
- ВМРО-БНД, 15,75%, 10 места
- „Коалиция за Пловдив“ (БСП и др.), 15,46%, 10 места
- „Атака“, 7,71%, 5 места
- други – 13 места

## Община Варна

### Избори за кмет
- Веселин Марешки – „Ред, законност и справедливост“, 13,18%
- Димо Гяуров – коалиция „НДСВ, ДСБ, СДС, ССД, БДС „Радикали“, ЗНС“, 10,34%
- Печели Кирил Йорданов – независим, 53,42%
- Свилен Крайчев – ГЕРБ, 9,05%
- Цвета Георгиева – „Атака“, 4,65%

### Избори за общински съвет
- Състав: 51 съветници
- ГЕРБ, 13,51%, 9 места
- БСП, 13,00%, 9 места
- „Движение Нашият град“, 8,40%, 6 места
- „Ред, законност и справедливост“, 7,28%, 5 места
- други – 22 места

## Община Бургас

### Избори за кмет
- На балотаж Валери Симеонов – „Атака“, 22,48%
- На балотаж Димитър Николов – ГЕРБ, 42,66%; печели с 63,55%
- Йоан Костадинов – независим, 13,35%

### Избори за общински съвет
- Състав: 51 съветници
- ГЕРБ, 21,68%, 14 места
- „Атака“, 19,30%, 13 места
- Коалиция „Ваклин Стойновски за Бургас“, 7,63%, 5 места
- БСП, 6,91%, 5 места
- други – 14 места

## Община Русе

### Избори за кмет
- Атила Минев – „Атака“, 9,37%
- На балотаж Божидар Йотов – независим, 46,15%; печели с 59,15%
- На балотаж Ваньо Танов – ГЕРБ, 23,09%

### Избори за общински съвет
- Състав: 51 съветници
- ГЕРБ, 20,45%, 15 места
- БСП, 12,61%, 9 места
- „Атака“, 9,58%, 7 места
- други – 20 места

## Община Стара Загора

### Избори за кмет
- На балотаж Евгений Желев – независим (подкрепен от БСП, НДСВ и др.), 44,80%
- Михаил Михайлов – „Атака“, 12,32%
- На балотаж Светлин Танчев – ГЕРБ (подкрепен от Коалиция „Демократична Стара Загора“), 32,40%; печели с 50,42%

### Избори за общински съвет
- Състав: 51 съветници
- ГЕРБ, 24,20%, 15 места
- Коалиция „БСП, ПБС и ДСХ“, 17,63%, 11 места
- „Атака“, 13,93%, 9 места
- Коалиция „Демократична Стара Загора“, 7,64%, 5 места
- други – 11 места

### Нарушения
На балотажа за кмет с 29 095 гласа (50,42%) срещу 28 605 (49,58%) и с разлика от 490 гласа за кмет е избран Светлин Танчев. Въпреки това по време на преброяванията на резултатите по секции са регистрирани редица несъответствия, между „гласували граждани“ и „брой на намерените бюлетини“ като например следните:
- Секция № 24 – 31 – 00 – 044

3. Брой на гласувалите избиратели според подписите в избирателните списъци – част I и част II (включващ и подписите под черта), както и тези от допълнителния списък 941
6. Брой на гласувалите избиратели според намерените в избирателната кутия пликове 385 източник
- Секция № 24 – 31 – 00 – 050

3. Брой на гласувалите избиратели според подписите в избирателните списъци – част I и част II (включващ и подписите под черта), както и тези от допълнителния списък 871
6. Брой на гласувалите избиратели според намерените в избирателната кутия пликове 367 източник
По тази статистика общият брой на несъответстващи гласове според протокола Архив на оригинала от 2007-11-09 в Wayback Machine. на Общинската избирателна комисия възлиза на 2'075 гласа:
5. Брой на гласувалите избиратели според подписите в избирателните списъци – част I и част II (включващ и подписите под черта), както и тези от допълнителния списък 61200
8. Брой на гласувалите избиратели според намерените в избирателната кутия пликове 59125
На 21 март 2008 г. прокурорът от Окръжна прокуратура – Стара Загора Нейка Тенева поиска избора за кмет на областния град да бъде касиран. източник

## Община Плевен

### Избори за кмет
- Васил Антонов – „БСП“, 23,06%
- Печели Найден Зеленогорски – Коалиция „Заедно за Община Плевен“ (СДС, ДСБ, ДП, НДСВ, БСДП, „БДС-радикали“, ОБНЦБ), 50,31%
- Цецка Данговска – ГЕРБ, 12,17%

### Избори за общински съвет
- Състав: 51 съветници
- Коалиция „Заедно за Община Плевен“ (СДС, ДСБ, ДП, НДСВ, БСДП, „БДС-радикали“, ОБНЦБ), 30,95%, 21 места
- БСП, 15,39%, 10 места
- ГЕРБ, 11,47%, 8 места
- „Атака“, 8,60%, 6 места
- други – 6 места

## Община Сливен

### Избори за кмет
- Галин Кънчев – „Политически клуб Тракия“, 15,42%
- На балотаж Йордан Лечков – ГЕРБ, 37,42%; печели с 55,92%
- На балотаж Мартин Славов – БСП, 17,19%

### Избори за общински съвет
- Състав: 41 съветници
- ГЕРБ, 31,63%, 15 места
- БСП, 16,17%, 8 места
- „Политически клуб Тракия“, 11,19%, 6 места
- други – 12 места

## Община Добрич

### Избори за кмет
- Валентин Николов – „Атака“ (подкрепен от ВМРО-БНД и „Съюз Радикали“), 8,80%
- Печели Детелина Николова – ГЕРБ, 64,82%
- Иван Добрев – БСП, 10,25%

### Избори за общински съвет
- Състав: 48 съветници
- ГЕРБ, 48,66%, 23 места
- „Атака“, 10,88%, 5 места
- БСП, 10,21%, 5 места
- други – 15 места

## Разходи
За разходи за провеждането на местните избори през 2007 година са изхарчени 18,5 милиона лева от държавния бюджет. 